# The Mayor of Casterbridge

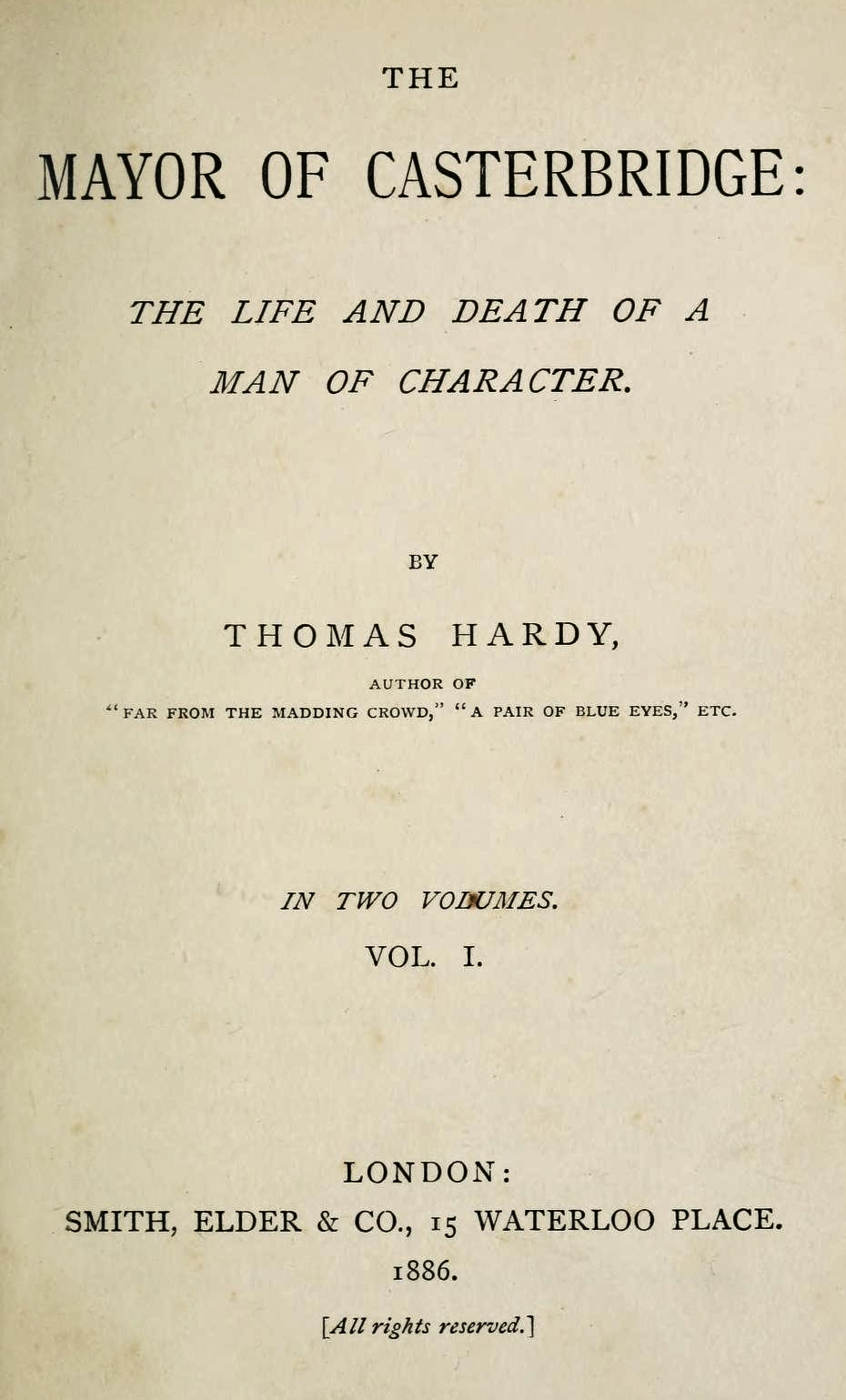
The Mayor of Casterbridge, 1886

The Mayor of Casterbridge is een roman uit 1886 van de Engelse romanschrijver en dichter Thomas Hardy. Het verhaal verscheen eerst in wekelijkse afleveringen in het tijdschrift TheGraphic en het Amerikaanse Harper's Weekly tussen januari en mei 1886. In mei 1886 verscheen de roman ook in boekvorm in twee delen. De critici loofden Hardy's stijl, maar hadden hun bedenkingen bij sommige onwaarschijnlijke ontwikkelingen in het werk. Sommigen vonden het op enkele punten ook choquerend. Deze kritiek nam toe bij Hardy's volgende romans, met name Tess of the d'Urbervilles en Jude the Obscure. De boeken verkochten echter goed. Niettemin leidde de aanhoudende kritiek er op den duur toe dat Hardy stopte met zijn prozawerk.
In Hardy's verbeelding van het fictieve graafschap Wessex staat Casterbridge voor Dorchester, zijn eigen woonplaats.
Het boek is opgebouwd als een klassieke tragedie. Het beschrijft de ondergang van een groot man (de ondertitel van het boek luidt "The Life and Death of a Man of Character") als gevolg van tekortkomingen in zijn karakter en het herhaaldelijk toeslaande noodlot. Dit noodlot, dat bij Hardy vaak vorm vindt in toevalligheden, leidt ertoe dat de positie van de hoofdpersoon beetje bij beetje wordt ondergraven, tot hij zijn onafwendbare ondergang tegemoet gaat.

## Samenvatting
Michael Henchard reist met zijn vrouw Susan en hun dochtertje rond op zoek naar werk als landarbeider. In een eetgelegenheid drinkt hij te veel en door zijn ergernis en impulsiviteit komt hij ertoe zijn vrouw te koop aan te bieden aan de hoogste bieder. Hoewel niemand hem serieus neemt, komt er toch een bieder, de zeeman Newson, die voor een bedrag van vijf guinea's Henchards vrouw en dochter 'koopt'.
Als Henchard de volgende ochtend bij zinnen komt en beseft wat hij gedaan heeft, gaat hij op zoek naar zijn jonge familie. Als hij uiteindelijk een spoor vindt, blijkt dat het drietal al scheep is gegaan en het land heeft verlaten. Henchard gaat een kerk binnen en zweert dat hij zich de komende 21 jaar (even lang als zijn leeftijd op dat moment) van drank zal onthouden. In de periode daarna ontwikkelt hij zich tot een succesvol zakenman in de graanhandel en brengt het tot burgemeester van Casterbridge.
Achttien jaar later keert Susan met haar dochter Elizabeth-Jane terug naar Engeland. Newson blijkt dood te zijn en zij wil terug naar haar wettige echtgenoot. Hij stemt erin toe, en om de omgeving in de waan te laten dat alles normaal verloopt, maakt hij haar op de gebruikelijke wijze het hof voor zij opnieuw trouwen. Inmiddels heeft Henchard de jonge Schot Donald Farfrae in dienst genomen als bedrijfsleider. Deze laat het oog vallen op Elizabeth-Jane. Farfrae blijkt een betere kenner van graan en de graanhandel dan Henchard, wat leidt tot een verkoeling in de verhoudingen. Uiteindelijk vraagt hij Farfrae het bedrijf te verlaten en zijn dochter met rust te laten. Farfrae begint een eigen graanhandel die binnen zeer korte tijd opbloeit en de minder efficiënte handel van Henchard uit de markt drukt.

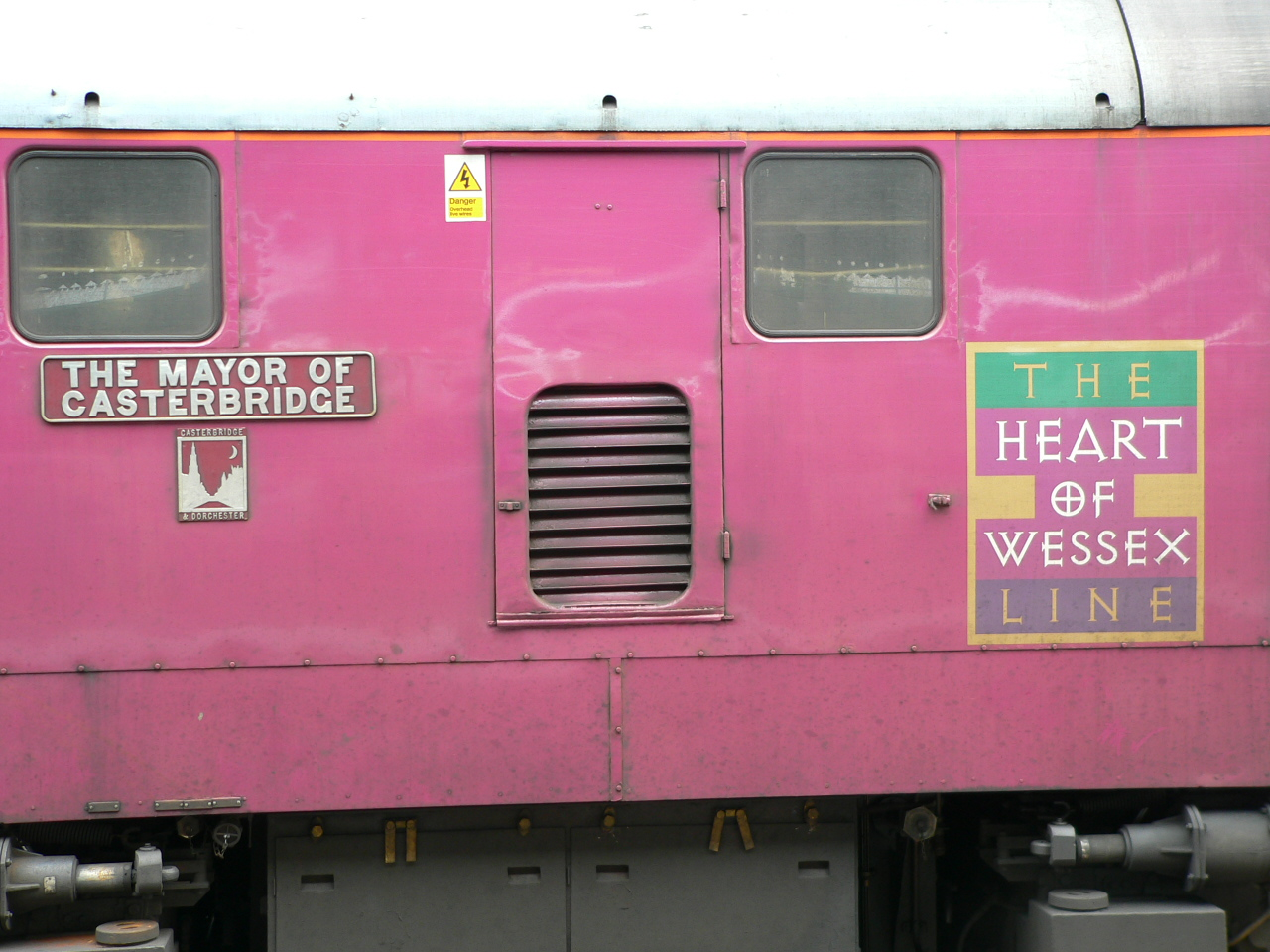
De diesellocomotief The Mayor of Casterbridge met naamplaatje.

Susan wordt ziek en sterft kort na het huwelijk. Dan komt Henchard erachter dat Elizabeth-Jane niet zijn eigen dochter is, maar die van Newson; zijn eigen dochter was al spoedig na het vertrek overleden. Dat komt de verhouding tussen de twee niet ten goede. Zij besluit het huis te verlaten en in te trekken bij een dame die zojuist in de stad is gearriveerd. Dit blijkt Lucetta Templeman te zijn, een vrouw met wie Henchard eerder een affaire heeft gehad. Toen zij vernam van Susans overlijden had zij besloten naar Casterbridge te komen om met Henchard te kunnen trouwen.
Terwijl Lucetta een bezoek van Henchard verwacht, ontmoet zij Farfrae, die een bezoek wil brengen aan Elizabeth-Jane. Lucetta en Farfrae voelen zich onmiddellijk tot elkaar aangetrokken, wat leidt tot een huwelijk tussen die twee. Lucetta vraagt Henchard al haar brieven aan hem terug te bezorgen. De boodschapper die ze moet afleveren komt ertoe in een herberg de brieven te openen en te lezen. Tegen die tijd zijn de 21 jaar verstreken dat Henchard niet meer zou drinken, en is hij weer behoorlijk aan de drank. Als de verzamelde kroeggenoten de inhoud vernemen, besluiten zij het paar in het openbaar aan de kaak te stellen en te vernederen. Lucetta is hier zo door geschokt dat zij ernstig ziek wordt en sterft.
Henchards groeiende afkeer van Farfrae leidt ertoe dat hij zich weer meer ontfermt over Elizabeth-Jane. De verloren gewaande Newson duikt echter onverwacht op en informeert bij Henchard naar zijn dochter. Om haar niet kwijt te raken, vertelt hij Newson dat zij dood is. Newson vertrekt gedesillusioneerd. Elizabeth-Jane blijft bij Henchard en er ontstaat een vernieuwd contact tussen haar en Farfrae. Als Henchard verneemt dat Newson opnieuw in de stad is, wordt hem de grond te heet onder de voeten en verlaat hij de stad om verdere confrontaties te voorkomen.
Elizabeth-Jane ontdekt Henchards bedrog en wordt herenigd met haar eigen vader. Het huwelijk met Farfrae wordt voorbereid.
Op de avond van het huwelijk keert Henchard terug naar de stad om Elizabeth-Jane te ontmoeten, maar zij wijst hem af. Hij vertrekt, maar zij betreurt haar woorden en samen met Farfrae gaat zij op zoek naar Henchard. Als zij hem vinden, blijkt hij te zijn gestorven. Zijn laatste wens was, vergeten te worden.